# Machairasaurus
Machairasaurus là một chi khủng long, được Longrich P. Currie & Dong mô tả khoa học năm 2010.